# Offerdal

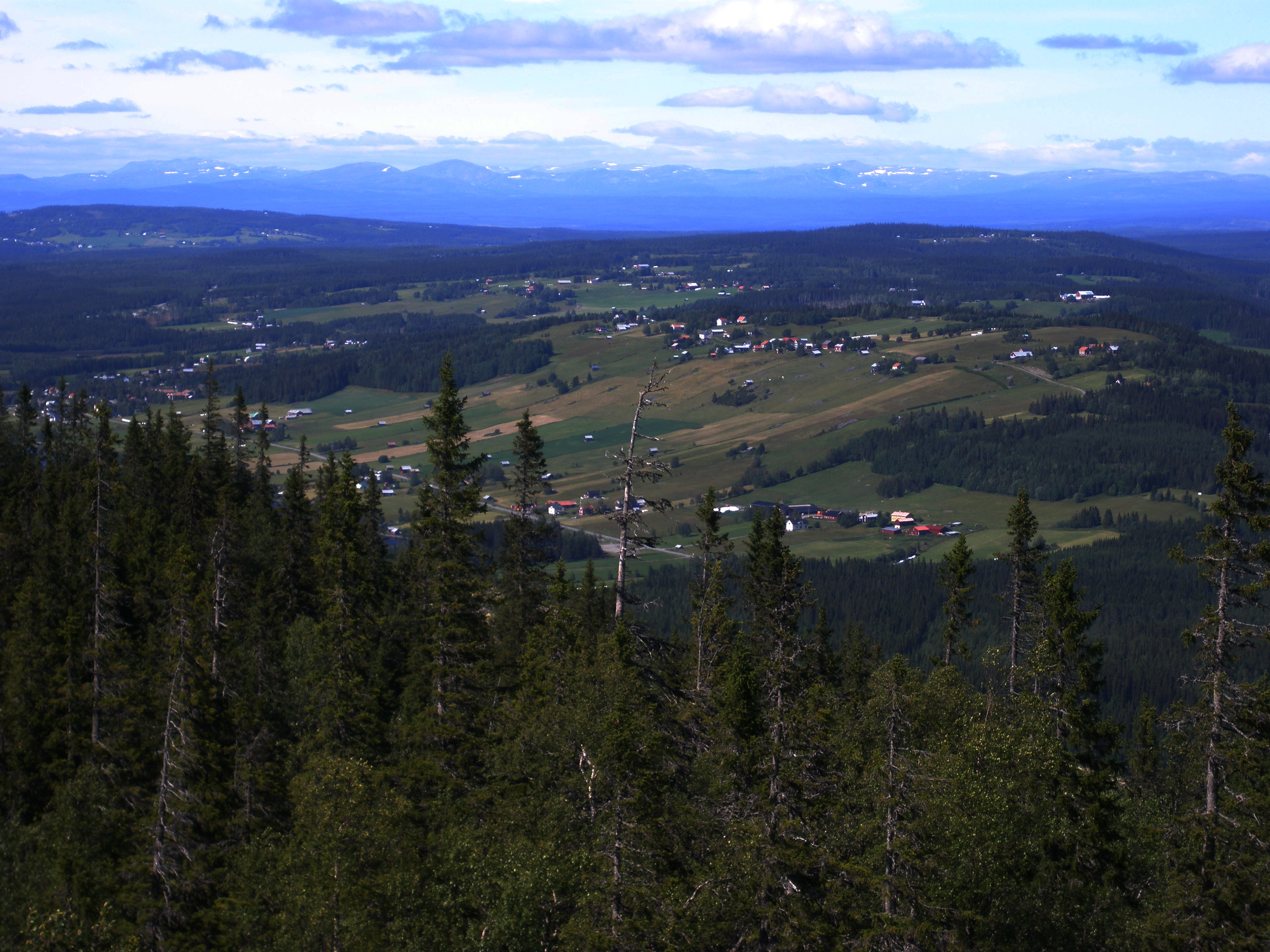
Kaxås in Offerdal

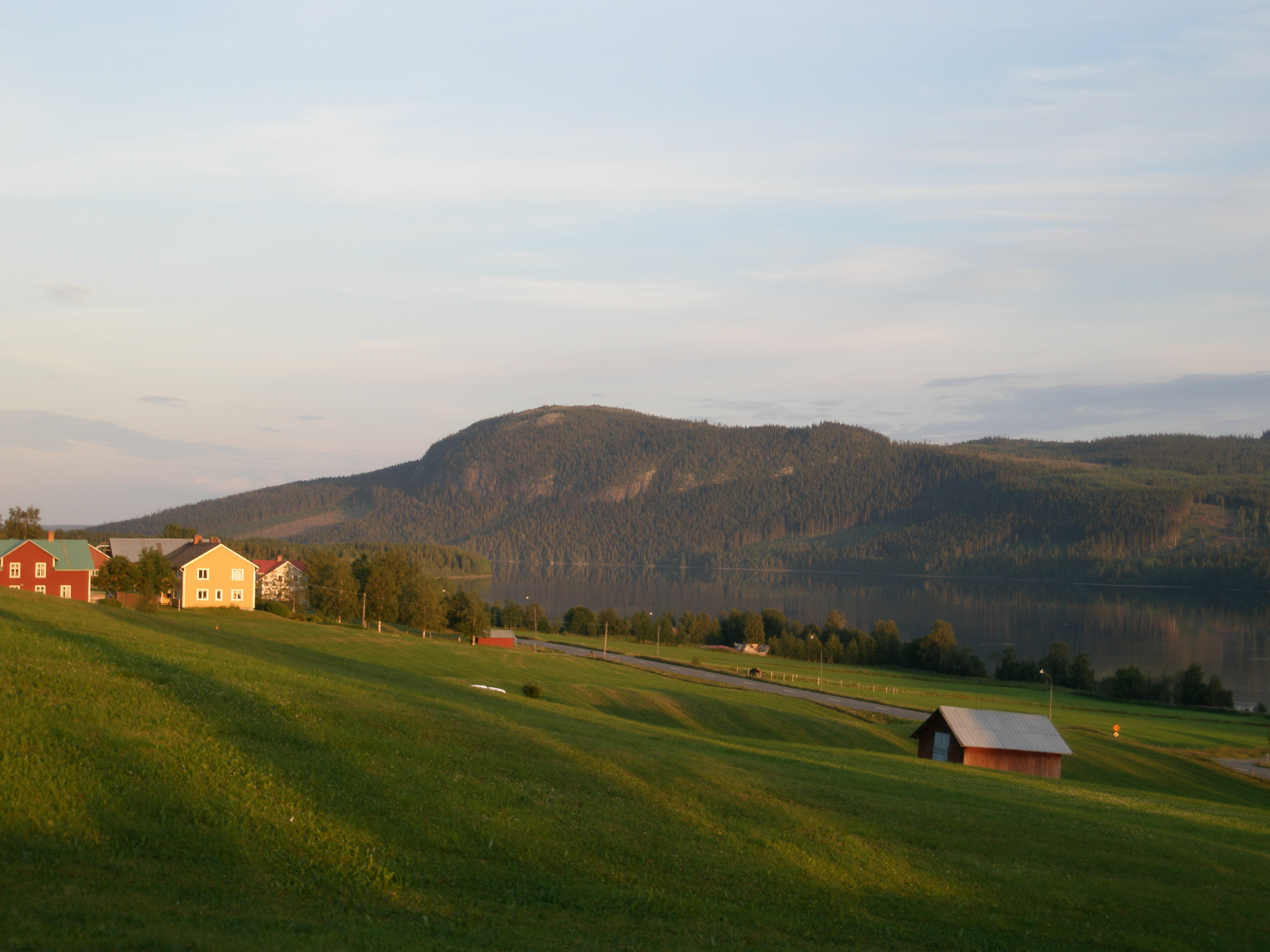
Der Hällberg in Offerdal

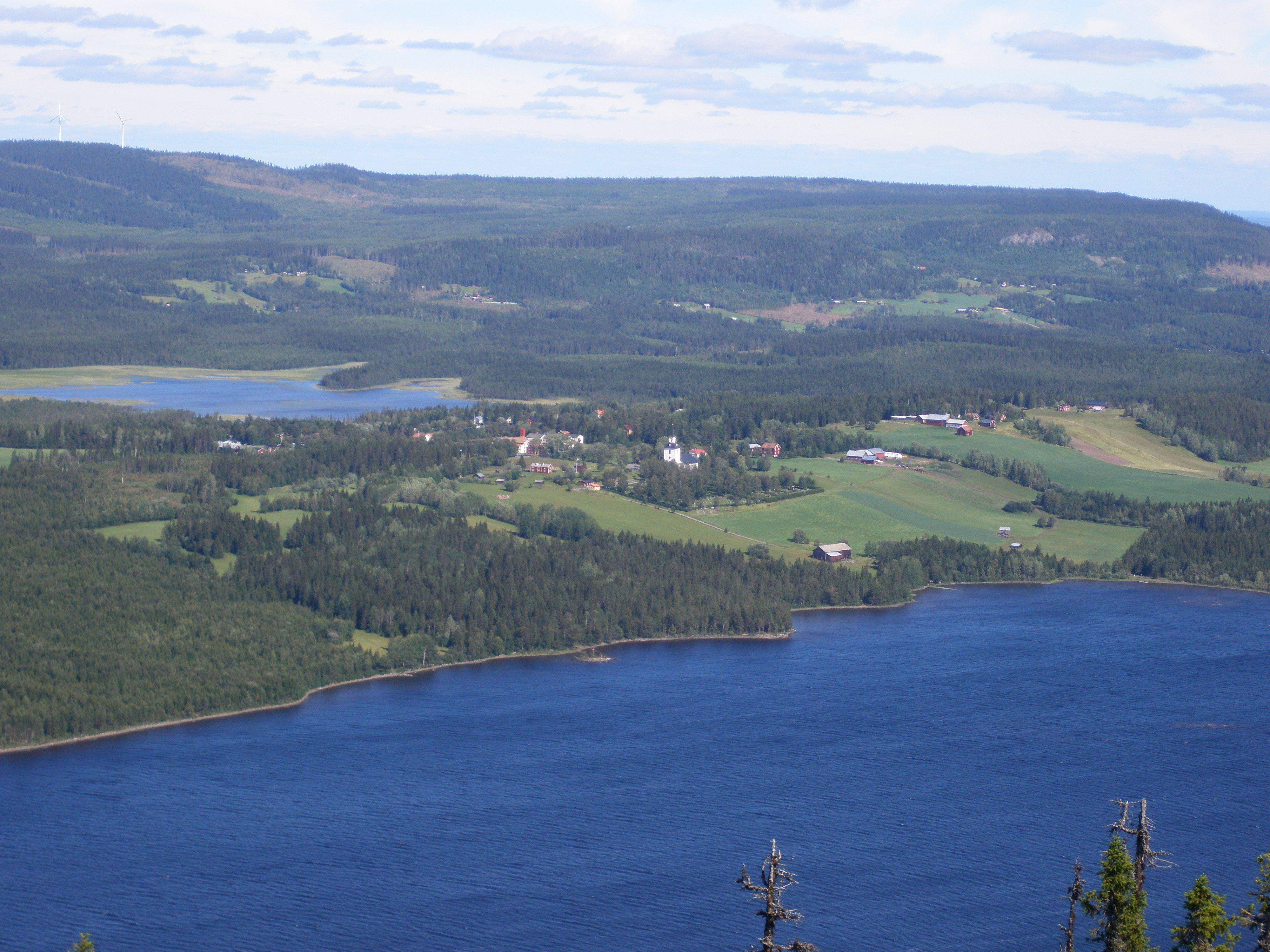
Ede in Offerdal

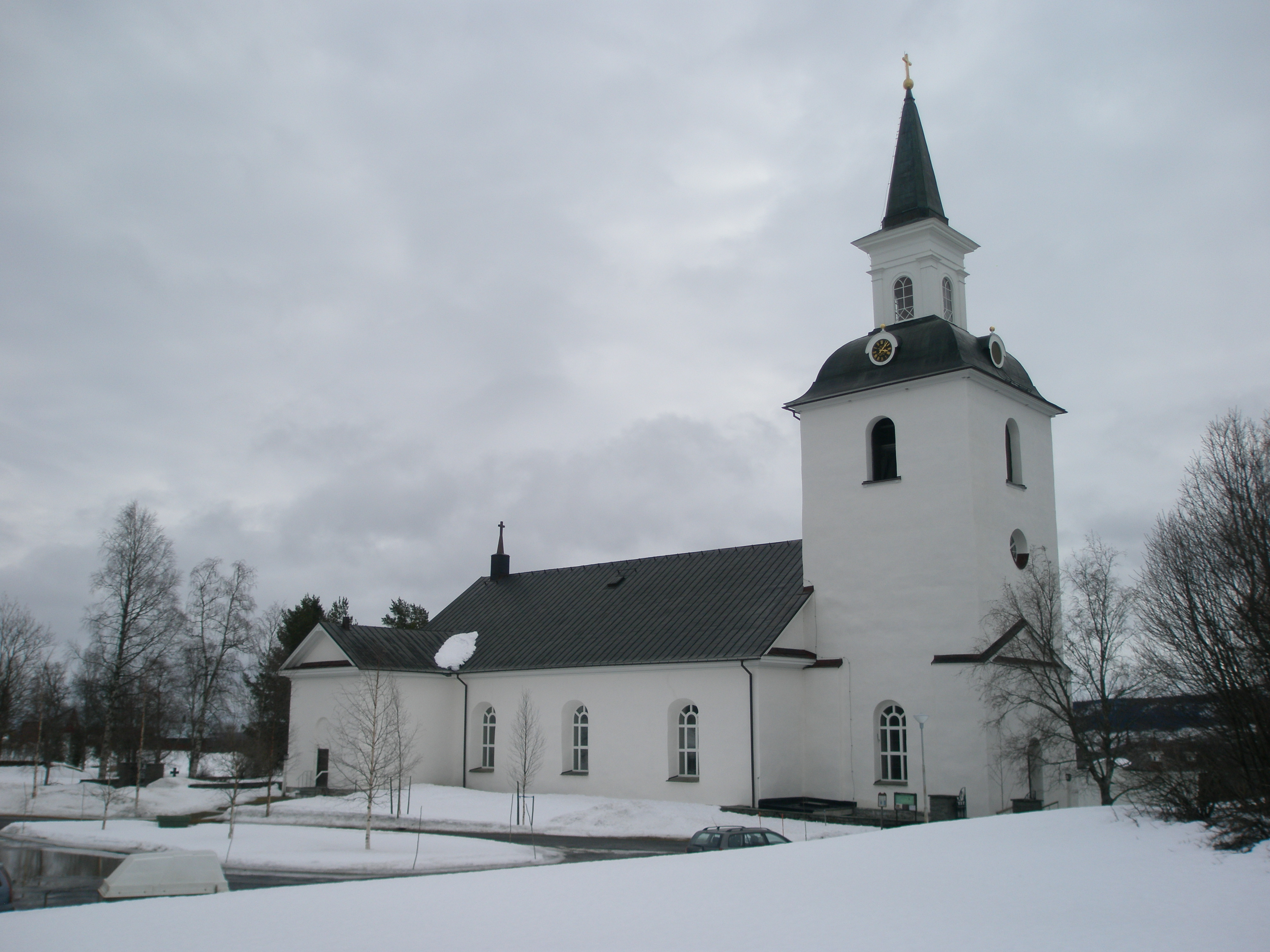
Die Kirche zu Offerdal

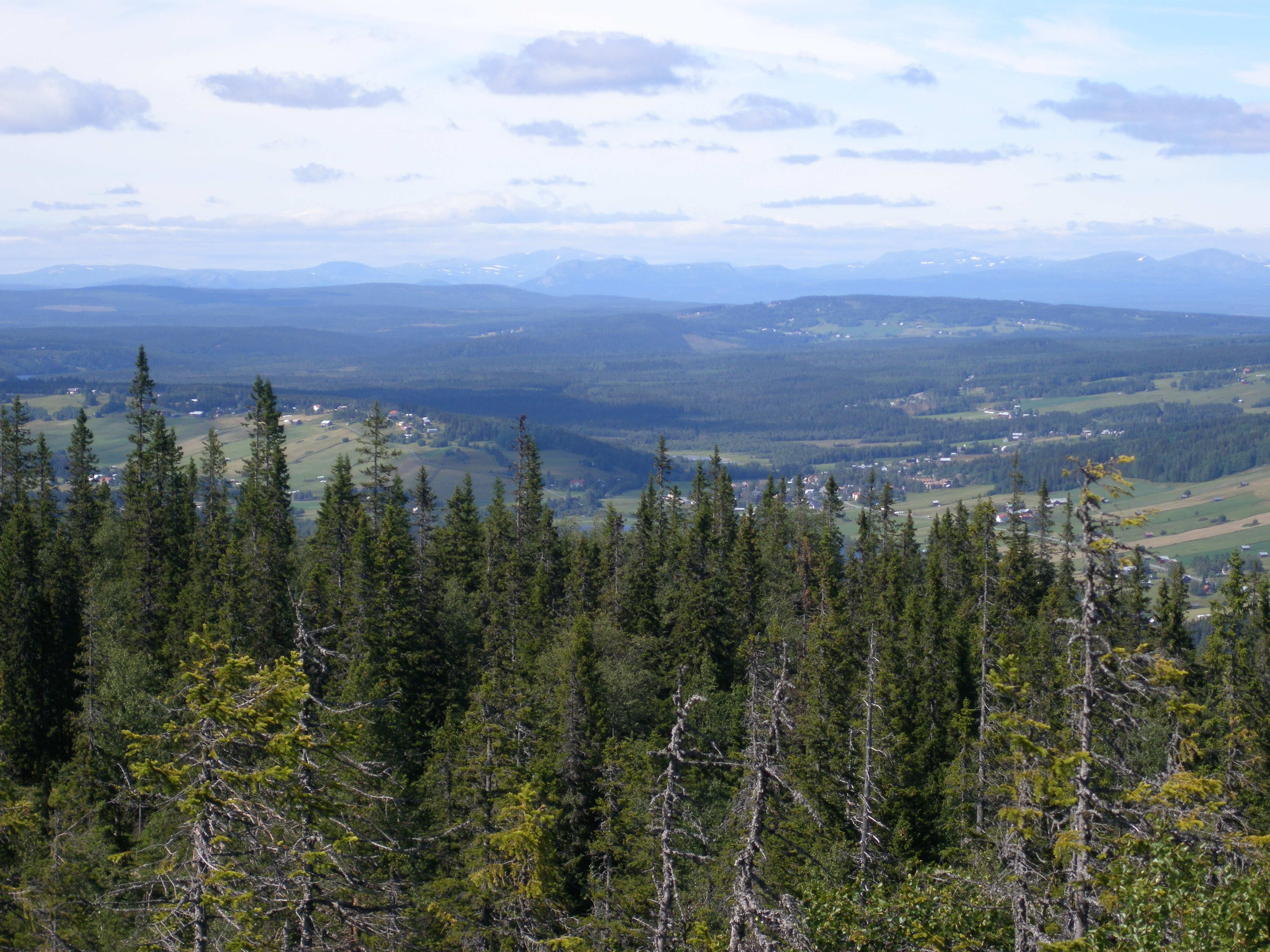
Das Gebirge in Offerdal

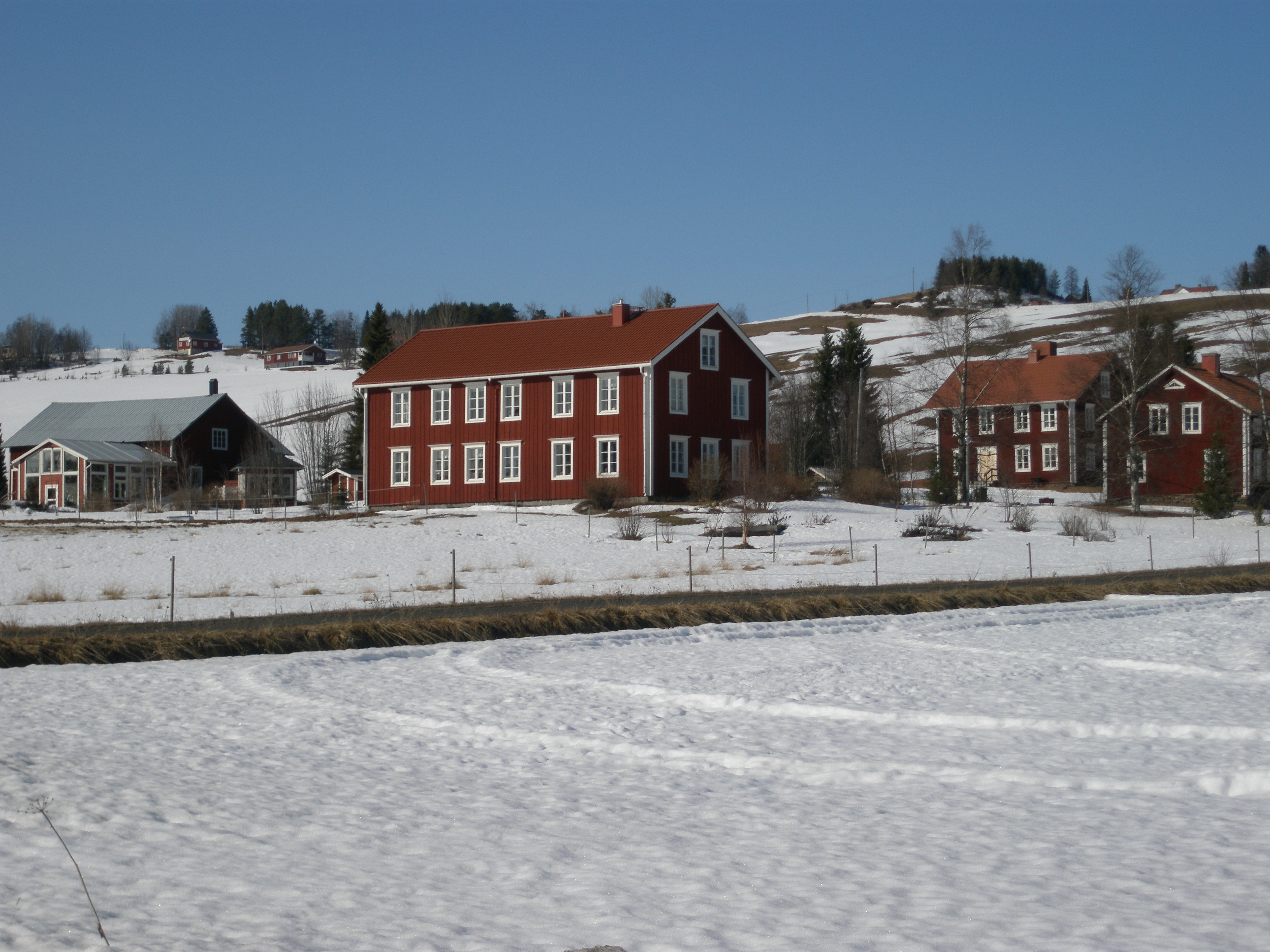
Bauernhof in Offerdal

Offerdal ist eine Kirchengemeinde mit etwa 2100 Einwohnern in der nordschwedischen Gemeinde Krokom. Sie gehört zum Bistum Härnösand. Änge, der Hauptort der Kirchengemeinde, liegt etwa 50 Kilometer nordwestlich von der jämtländischen Hauptstadt Östersund. Bis 1974 war Offerdal eine eigene Gemeinde.

## Geographie
Offerdal liegt im westlichen Bereich der historischen Provinz Jämtland und heutigen Provinz Jämtlands län. Der südliche Teil von Offerdal wird seit langem von einer traditionellen Bauernkultur geprägt. Der nördliche Teil der Gemeinde, Oldfjällen, ist ein Teil des Skandinavischen Gebirges (Fjäll). Andere Berge in Offerdal sind der Hällberg und der Almåsaberg.

## Geschichte
Offerdal wurde im 11. Jahrhundert christianisiert. Der Name Offerdal ist seit dem Jahre 1314 urkundlich belegt (Aflodal). Offerdal war eine der größten Gemeinden Jämtlands und gehörte von 1178 bis 1536 zu Norwegen und 1537 bis 1645 zusammen mit Norwegen zu Dänemark. 1645 kam Offerdal durch den Frieden von Brömsebro zu Schweden. Im nördlichen Teil der Gemeinde gibt es seit mindestens 1000 Jahren eine samische Bevölkerungsgruppe.
Kulturhistorisch interessante Besiedelungen finden sich vor allem im südlichen Teil der Gemeinde. In der Nähe von Kaxås wurde eine 8000 Jahre alte Pfeilspitze (Offerdalsspetsen) im Jahre 1881 gefunden. In Gärde liegen bis zu 7000 Jahre alte Felsritzungen. Unter anderem kann man dort drei in Lebensgröße abgebildete Elche sehen.
Bei Rönnöfors gibt es eine Bergwerksruine. In Ede befindet sich das Heimatmuseum Offerdals. Eine Kirche gibt es sowohl in Ede als auch in Rönnöfors.
In Offerdal wird noch Jämtländisch gesprochen, ein stark vom Reichsschwedischen abweichender Dialekt.

## Orte
- Änge
- Bångåsen
- Ede
- Gärde
- Jänsmässholmen
- Kaxås
- Landön
- Olden
- Rönnöfors
- Tulleråsen

## Persönlichkeiten
- Lapp-Nils, Volksmusiker und Violinist aus Önet, Offerdal
- Torkel Persson, Skilangläufer aus Frankrike, Offerdal